# Kuno Becker
Eduardo Kuno Becker Paz (n. 14 ianuarie 1978) este un actor mexican care a jucat în principal în telenovele. El este cunoscut în special pentru rolul său din filmul Goal!, unde l-a interpretat pe Santiago Muñez.

## Filmografie

### Filme
- 2013: Cinco de Mayo: La Batalla în rolul lui Ignacio Zaragoza
- 2013: Espacio Interior în rolul lui Arquitecto
- 2012: Las Paredes Hablan în rolul lui Javiert
- 2011: El Cartel de los Sapos
- 2011: From Prada to Nada în rolul lui Rodrigo Fuentes
- 2011: Las paredes hablan în rolul lui Javier
- 2010: Espacio Interior
- 2010: Te presento a Laura în rolul lui Sebastián
- 2010: La ultima Muerte în rolul lui Christian
- 2009: Cabeza de Buda în rolul lui Thomas Turrent
- 2009: Spoken Word în rolul lui Cruz
- 2009: Goal III: Taking on the World în rolul lui Santiago Muñez
- 2007: Goal II: Living the Dream în rolul lui Santiago Muñez
- 2007: Disney's Cars în rolul lui Lightning Mcqueen
- 2007: From Mexico with Love în rolul lui Hector Villa
- 2007: Sex and Breakfast în rolul lui Ellis.
- 2006: Nomad în rolul lui Mansur
- 2005: English as a Second Language în rolul lui Bolivar De La Cruz
- 2005: Goal! în rolul lui Santiago Muñez
- 2005: Isla Bella aka Once Upon a Wedding în rolul lui Rogelio
- 2003: Imagining Argentina în rolul lui Gustavo Santos
- 2003: La Hija del Caníbal aka Lucía, Lucía în rolul lui Adrián
- 1998: La Primera Noche

### Telenovele
- "Te sigo amando" (Dragostea nu moare)(1996)----- Humberto
- "Para toda la vida" (Pentru toata viata)(1996)----- Eduardo
- "Pueblo chico, infierno grande" (Marele infern din micutul sat)(1997)----- .......
- "El alma no tiene color" (Sufletul nu are culoare)(1997)----- Juan José
- "Desencuentro" (Pierderea)(1997)-----......
- "Camila" (1998)----- Julio Galindo
- "Rencor apasionado" (Ranchiuna pasionala) (1998)----- Pablo Gallardo
- "La primera noche" (Prima noapte)(1998)----- rol episodic - Baiatul ranit
- "Soñadoras" (Visatoarele)(1998)----- Ruben Berraizabal
- "Mujeres engañadas" (Femei inselate)(1999-2000)----- César Martínez
- "Primer amor..a mil por hora" (Prima dragoste... cu 1000km/h)(2000)----- León Baldomero Cano
- "Primer amor..tres años después" (Prima dragoste... 3 ani mai tarziu) (2001)----- León Baldomero Cano

### Seriale T.V.
- „Mujer, casos de la vida real” (Femei, povești din viața reală) (3 episoade)
- -Club de fans (Clubul fanilor)(2001)
- -¿Por que me dejaste? (De ce m-ai lăsat?)(1997)
- -¿Que hacen nuestros hijos? (Ce fac copiii noștri?)(1997)
- Dallas (serial TV din 2012) ca Andres Ramos

## Piese
- 2007: The Pillowman
- 1999: En Roma el amor es broma
- 1998: Culpas prohibidas